# 비전통석유
비전통석유(영어: unconventional oil)는 신기술로 사용할 수 있게 된 석유자원을 말하며 대표적으로 오일샌드, 초중질유, 가스액화연료, 석탄액화연료, 오일셰일 등이 있다.

## 피크오일
2010년 6월 6일 LG경제연구소는 "석유 시장의 잠재적인 안전판 '비전통 석유'"라는 연구보고서를 통해, 비전통석유 9조 배럴이 존재하기 때문에 원유 공급 부진을 다소 진정시킬 것이라면서 피크오일론에 대한 반대론을 주장했다. 국제에너지기구(IEA)에 따르면 생산된 것을 제외한 원유의 궁극 가채매장량(기존 발견 매장량에 발견 가능성이 있는 미발견 매장량을 합한 매장량)은 약 2.4조 배럴인 반면에, 비전통석유의 매장량은 약 8.5조 ~ 9조 배럴로 추정되는데, 이러한 비전통석유를 이용하면, 앞으로 증가하는 세계 석유 수요를 충분히 소화할 수 있다고 주장했다. 40년 석유고갈론과 같은 단순계산 방식을 적용하면 12조 배럴을 연 300억 배럴로 나누면 400년이다.

## 오일샌드
오일샌드는 점토나 모래 물 등에 중질 원유가 10% 이상 함유된 것을 말한다. 보통 오일샌드 2t에서 원유 1배럴을 생산할 수 있다.
오일샌드가 가장 많이 매장되어 있는 국가는 베네수엘라이며, 그 다음 캐나다이다. 캐나다의 오일샌드 매장량은 사우디아라비아의 원유 매장량(2600억배럴)의 70% 규모로서, 캐나다는 오일샌드 매장량을 포함할 경우 사우디에 이어 세계 제2위인 약 1780억배럴로 원유 매장량 보유국이자 제6위의 산유국이다.2010년 현재 캐나다에서 하루 200만배럴의 원유가 오일샌드에서 생산되고 있다.

## 석탄액화연료
석탄과 천연가스를 혼합하면 석탄액화연료를 만들 수 있다. 전통석유보다는 훨씬 낮은 출력을 낸다. 전 세계의 원유 매장량은 40년치이지만, 석탄 매장량은 160년이며, 석탄은 원유와 달리 전 세계 모든 나라에 골고루 매장되어 있다.
1970년대 남아프리카공화국의 사솔(Sasol)사는 대규모 석탄액화연료 생산 공장을 준공했다.
2002년 11월 21일 세녹스 제작사로 유명한 지오에너지는 슈퍼세녹스를 출시한다고 발표했다. 슈퍼세녹스는 남아프리카공화국 사솔(Sasol)사의 석탄액화연료를 수입한 것이다. 석탄액화연료는 대체에너지법에 대체에너지로 규정돼 있어서, 회사는 교통세가 면제될 것으로 보고 쏠렉스를 수입했다. 그러나, 한국 정부는 슈퍼세녹스의 통관을 막은 채 교통세법 시행령을 개정해 휘발유와 똑같이 세금을 매겼다. 지오에너지는 솔렉스를 리터당 1000원으로 판매할 계획이었는데, 이러한 법개정으로 인해 휘발유(리터당 1340원)보다 비싸져 가격 경쟁력을 상실했다. 한국 정부가 솔렉스의 수입통관을 2개여월째 미루자 솔렉스 제조업체인 사솔(Sasol)사가 속한 남아프리카공화국이 국제 상거래에 어긋나는 무역장벽이라며 반발했다.
2004년 11월 22일 중국이 석탄액화연료를 자동차 연료 등으로 사용하도록 하는 사업에 향후 10년간 100억달러를 투자할 계획이라고 블룸버그통신이 보도했다. 로열더치셸 등과 석탄액화연료 공장 설립에 대한 연구를 진행키로 했으며, 중국 최대 석탄생산업체인 선화그룹 임원은 이미 내몽고 지역에 공장을 건설 중이라고 말했다. 중국의 석탄보유량은 전 세계의 12%를 차지하고 있다.

## 같이 보기
- 피크오일